# Zhang Ning
Dit is een Chinese naam; de familienaam is Zhang.
Zhang Ning, (张宁, Shenyang, 19 mei, 1975) is een Chinese badmintonspeelster.

## Sportief
Bij de Olympische Zomerspelen 2004 in de Griekse hoofdstad Athene won ze de gouden medaille in het vrouwenenkelspel door in de eindstrijd de Nederlandse Mia Audina te verslaan (met 8-11, 11-6, 11-7). Tijdens de Olympische Zomerspelen 2008 verdedigde ze haar titel met succes door met 21-12, 10-21, 21-18 te winnen van Xie Xingfang.
Zhang Ning werd voor haar Olympische successen al wereldkampioene in 2003, door in de finale haar landgenote Gong Ruina te verslaan (met 11-6 en 11-3). Ze speelde de WK-finale eveneens in 2005 en 2006, maar verloor deze beide van Xie Xingfang (met 8-11, 11-9, 3-11 en een jaar later met 16-21, 14-21).

## Erelijst
Belangrijkste overwinningen:
- Goud Olympische Zomerspelen 2008 enkelspel
- Goud Olympische Zomerspelen 2004 enkelspel
- Wereldkampioene enkelspel 2003
- Uber Cup 2006
- Taiwan Open 2006
- Japan Open 2005 en 2006
- China Masters 2005
- China Open 2005 en 2006
- Korea Open 2002 en 2004
- Maleisië Open 1998, 2004, 2005 en 2006
- Duitsland Open 2003 en 2006
- Hong Kong Open 2003
- Singapore Open 2001, 2003, 2004, 2005 en 2007
- Aziatische Kampioenschappen 2001
- Zwitserland Open 2003
- Kopenhagen Masters 1998
- Zweden Open 1996
- Frankrijk Open 1994

## Medailles op Olympische Spelen en wereldkampioenschappen
| Logo van de Olympische Spelen | Onderdeel         | Resultaat |
| ----------------------------- | ----------------- | --------- |
| 2004                          | Vrouwen enkelspel | Goud      |
| 2008                          | Vrouwen enkelspel | Goud      |
| WK                            | Onderdeel         | Resultaat |
| 2001                          | Vrouwen enkelspel | Brons     |
| 2003                          | Vrouwen enkelspel | Goud      |
| 2005                          | Vrouwen enkelspel | Zilver    |
| 2006                          | Vrouwen enkelspel | Zilver    |
| 2007                          | Vrouwen enkelspel | Brons     |

## In de media
- De Nederlandse documentairemaker Roel van Dalen maakte in 2006 een documentaire over het leven van Zhang Ning, getiteld  'Olympic Journey - The Road to Beijing' .